# Callum Blue
Daniel James Callum Blue (London, 1977. augusztus 19.) angol származású színész. 
Legismertebb a Tudorok és a Haláli hullák című sorozatokban játszott szerepeiről. Kisebb szerepeket kapott még a Smallville, A Grace klinika és a Sanctuary – Génrejtek című sorozatokban is.

## Filmjei
- Colombiana (2011)
- London Fog (2011)
- Sanctuary – Génrejtek (2010)
- Mate (2010)
- Smallville (2009 - 2010)
- Sarah Jane kalandjai (2009)
- A Christmas Carol (2009)
- Vörös homok (2009)
- Dead Like Me: Life After Death (2009)
- Secret Diary of a Call Girl (2008)
- Young People Fucking (2007)
- Tudorok (2007)
- Neveletlen hercegnő 2. – Eljegyzés a kastélyban (2004)
- Haláli hullák (2003 - 2004)
- Bulis hatos (2001)
- D'Artagnan és a három testőr (2001)
- Szerelem a fegyverek árnyékában (2001)